# Asota shortlandica
Asota shortlandica är en fjärilsart som beskrevs av Arnold Pagenstecher 1900. Asota shortlandica ingår i släktet Asota och familjen nattflyn. Inga underarter finns listade i Catalogue of Life.